# K10 (Zwitserland)
De K10 in Zwitserland is een 8 km lange autoweg in Zwitserland. De weg loopt over het traject van de H10 van Schachen naar Blatten. Het is uitgevoerd als weg met voor elke richting een rijstrook. Het oorspronkelijke idee was om vanaf Bern naar Luzern een autosnelweg aan te leggen onder het nummer A10. De huidige A10 loopt echter bij Muri.